# 邁澤恰特區

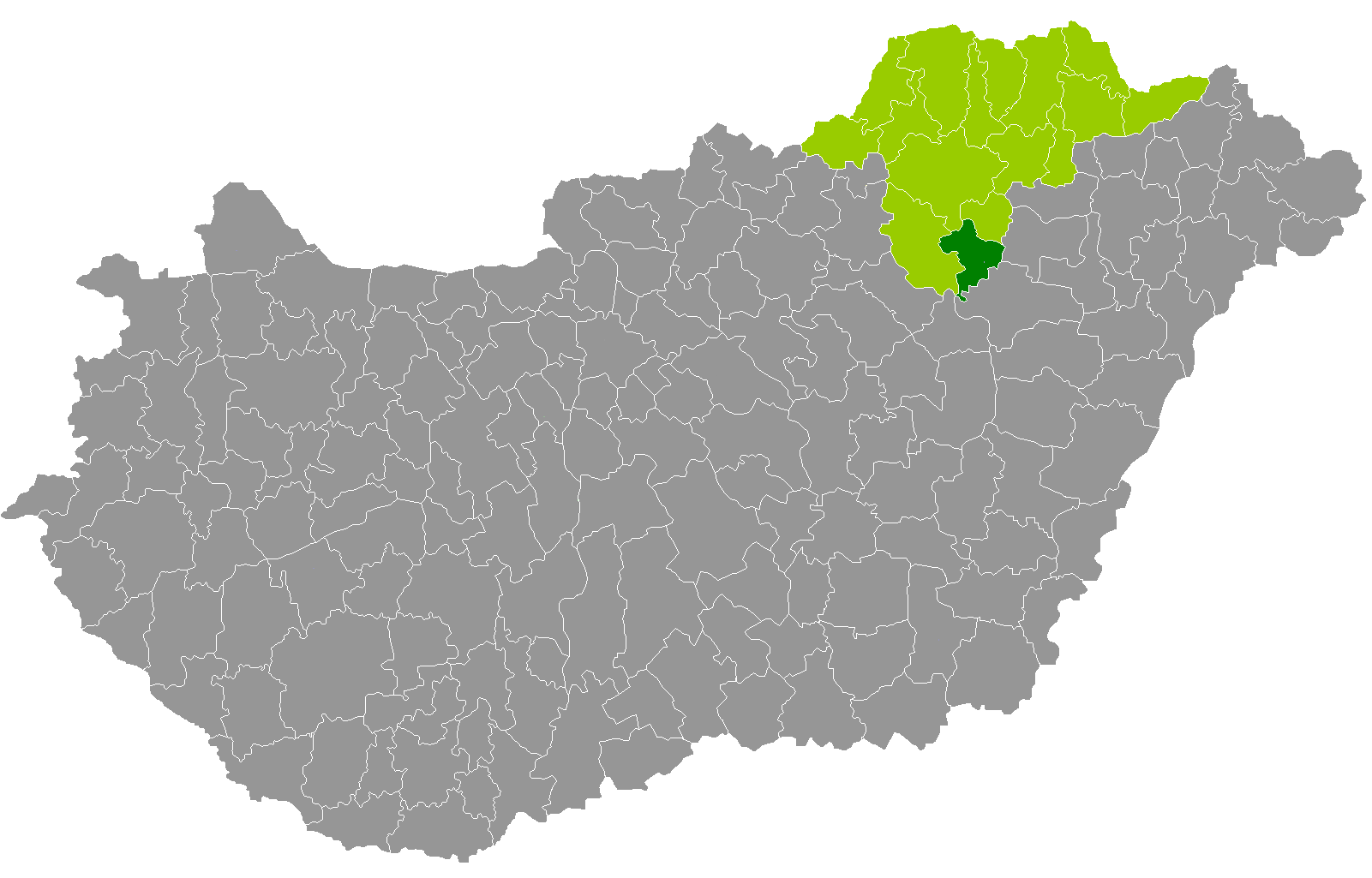

邁澤恰特區（匈牙利語：Mezőcsáti járás），是匈牙利包爾紹德-奧包烏伊-曾普倫州的一個區，位於該國東北部，区府設於邁澤恰特，面積351平方公里，2011年人口14,446，人口密度每平方公里41人。